# Duerne
Duerne (Duerna en francoprovençal du Pays lyonnais) est une commune française située dans le département du Rhône, en région Auvergne-Rhône-Alpes.

## Géographie

### Localisation
Duerne est une commune à 799 m d’altitude  s'étendant sur différentes collines, située entre Lyon et Saint-Étienne, dans les monts du Lyonnais.

### Communes limitrophes
| Saint-Genis-l'Argentière | Montromant |                      |
| Aveize                   | Duerne     | Saint-Martin-en-Haut |
| La Chapelle-sur-Coise    |            |                      |

### Géologie et relief
La commune est classée en zone de sismicité 2, correspondant à une sismicité faible.

### Hydrographie
Le système hydrographique de la commune se compose de :
- le ruisseau d'Orjolle. Il prend sa source à 799 mètres d’altitude sur le plateau de Duerne et se jette, après 4,8 km, dans la rivière Brévenne à Sainte-Foy-l'Argentière[2]. Ce ruisseau fait partie des zones naturelles d'intérêt écologique, faunistique et floristique du Rhône. La qualité de ses eaux est suffisante pour abriter des espèces telles que l’écrevisse à pattes blanches et devrait permettre d'observer le cincle plongeur et la musaraigne aquatique ainsi que le martin-pêcheur d'Europe et le crapaud sonneur à ventre jaune[3] ;
- le Rossand, long de 6,7 km[4], affluent de la Brévenne.

### Climat
Pour des articles plus généraux, voir Climat d'Auvergne-Rhône-Alpes et Climat du Rhône.
En 2010, le climat de la commune est de type climat des marges montargnardes, selon une étude du Centre national de la recherche scientifique s'appuyant sur une série de données couvrant la période 1971-2000. En 2020, Météo-France publie une typologie des climats de la France métropolitaine dans laquelle la commune est exposée à un climat de montagne ou de marges de montagne et est dans la région climatique  Nord-est du Massif Central, caractérisée par une pluviométrie annuelle de 800 à 1 200 mm, bien répartie dans l’année. 
Pour la période 1971-2000, la température annuelle moyenne est de 8,9 °C, avec une amplitude thermique annuelle de 15,8 °C. Le cumul annuel moyen de précipitations est de 796 mm, avec 9,8 jours de précipitations en janvier et 7,4 jours en juillet. Pour la période 1991-2020, la température moyenne annuelle observée sur la station météorologique de Météo-France la plus proche, « Saint-Symphorien-C », sur la commune de Saint-Symphorien-sur-Coise à 8 km à vol d'oiseau, est de 10,5 °C et le cumul annuel moyen de précipitations est de 861,2 mm,. Pour l'avenir, les paramètres climatiques de la commune estimés pour 2050 selon différents scénarios d'émission de gaz à effet de serre sont consultables sur un site dédié publié par Météo-France en novembre 2022.

### Voies de communication et transports

#### Voies de communication
On accède  à Duerne :
- par la route départementale 34, venant d’ Aveize à l’ouest ou  de Saint-Martin-en-Haut au sud-est ;
- par la route départementale 589, venant de Sainte-Foy-l'Argentière au nord-ouest ;
- par la route départementale 489, venant d'Yzeron au nord-est ;
- par la route départementale 60, venant de La Chapelle-sur-Coise au sud-ouest.

#### Transports
Les gares SNCF les plus proches sont la halte de Sain-Bel à 15,2 km de Duerne en direction de Lyon-Perrache, via L'Arbresle et la halte de Lentilly et la gare de Brignais à 18,4 km en direction de Lyon-Saint-Paul, via la halte de Chaponost.
Par ailleurs, 3 lignes d’autobus relient Duerne avec les communes voisines :
- Ligne 546 (La-Chapelle-sur-Coise - Saint-Martin-en-Haut) ;
- Ligne 605 (Yzeron - Saint-Symphorien-sur-Coise) ;
- Ligne 556 (Duerne - Chazelles-sur-Lyon) avec correspondance au terminus avec la ligne 189 en direction de la gare de Lyon-Gorge-de-Loup[12].

## Urbanisme

### Typologie
Au 1er janvier 2024, Duerne est catégorisée bourg rural, selon la nouvelle grille communale de densité à sept niveaux définie par l'Insee en 2022.
Elle est située hors unité urbaine. Par ailleurs la commune fait partie de l'aire d'attraction de Lyon, dont elle est une commune de la couronne,. Cette aire, qui regroupe 397 communes, est catégorisée dans les aires de 700 000 habitants ou plus (hors Paris),.

### Occupation des sols
L'occupation des sols de la commune, telle qu'elle ressort de la base de données européenne d’occupation biophysique des sols Corine Land Cover (CLC), est marquée par l'importance des territoires agricoles (78,3 % en 2018), une proportion sensiblement équivalente à celle de 1990 (78,5 %). La répartition détaillée en 2018 est la suivante : 
prairies (56,4 %), zones agricoles hétérogènes (21,9 %), forêts (19,2 %), zones urbanisées (2,5 %). L'évolution de l’occupation des sols de la commune et de ses infrastructures peut être observée sur les différentes représentations cartographiques du territoire : la carte de Cassini (XVIIIe siècle), la carte d'état-major (1820-1866) et les cartes ou photos aériennes de l'IGN pour la période actuelle (1950 à aujourd'hui).

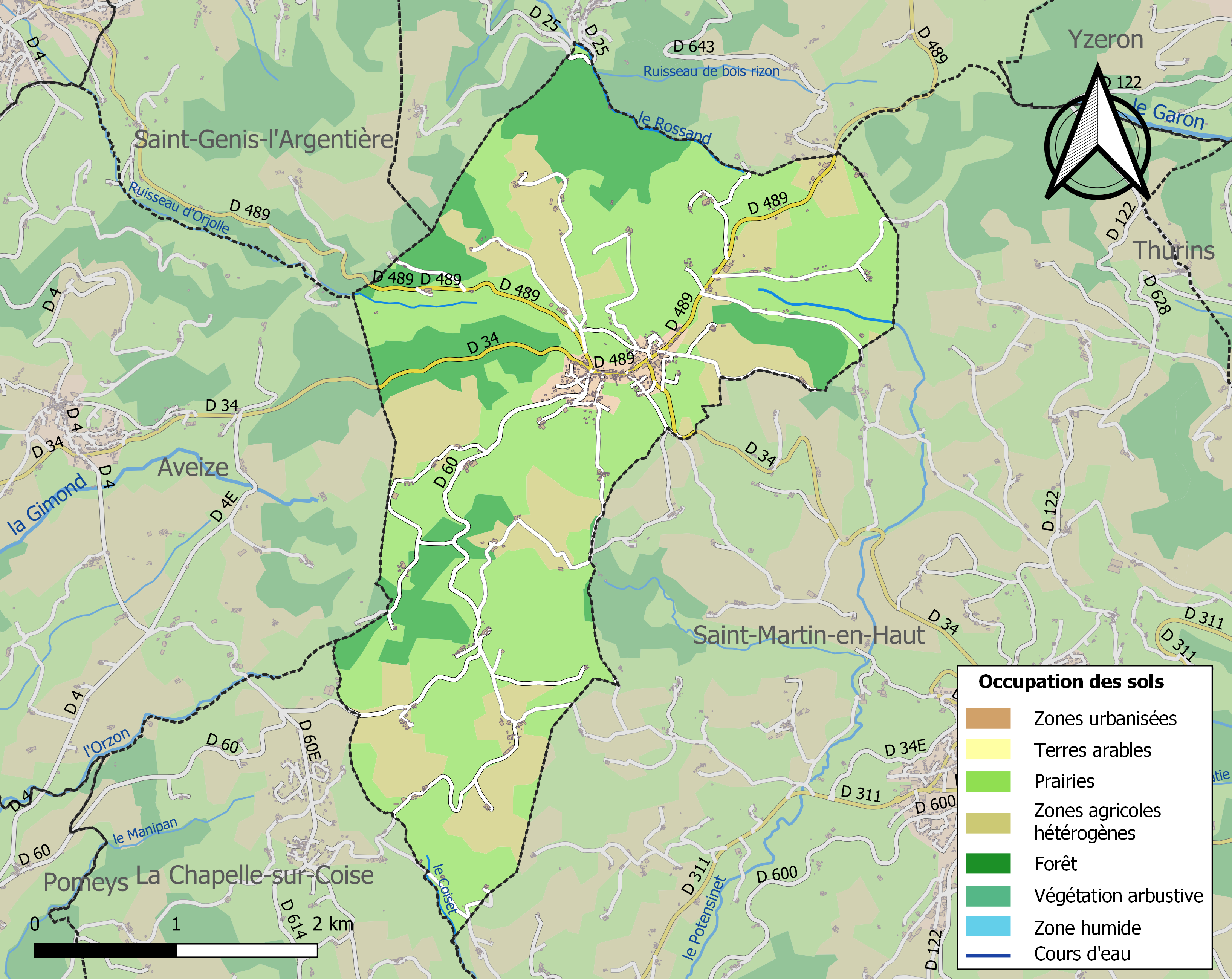
Carte des infrastructures et de l'occupation des sols de la commune en 2018 (CLC).

### Logement
En 2013, le nombre total de logements dans la commune était de 341.
Parmi ces logements, 89,3 % étaient des résidences principales, 5,4 % des résidences secondaires et 5,4 % des logements vacants.
La part des ménages propriétaires de leur résidence principale s’élevait à 76,3 %.

## Toponymie
Le nom de Duerne pourrait provenir de l'adjectif « diurne », du latin « diurnus » qui signifie « qui se rapporte au jour ». 
De par son altitude, la commune bénéficie des premières lueurs du jour…
Une autre explication serait le gaulois durnos signifiant « poing ».
Ses habitants sont appelés les Duernois et les Duernoises.

## Histoire

### De l’Antiquité au Moyen Âge
Duerne était autrefois traversé par une voie romaine reliant Lyon à Bordeaux.
Sous le règne de l’empereur romain Claude, grand bâtisseur public, un aqueduc alimentant Lugdunum (Lyon) fut construit, en utilisant les eaux de la source des Courtines sur la commune d’Aveize.

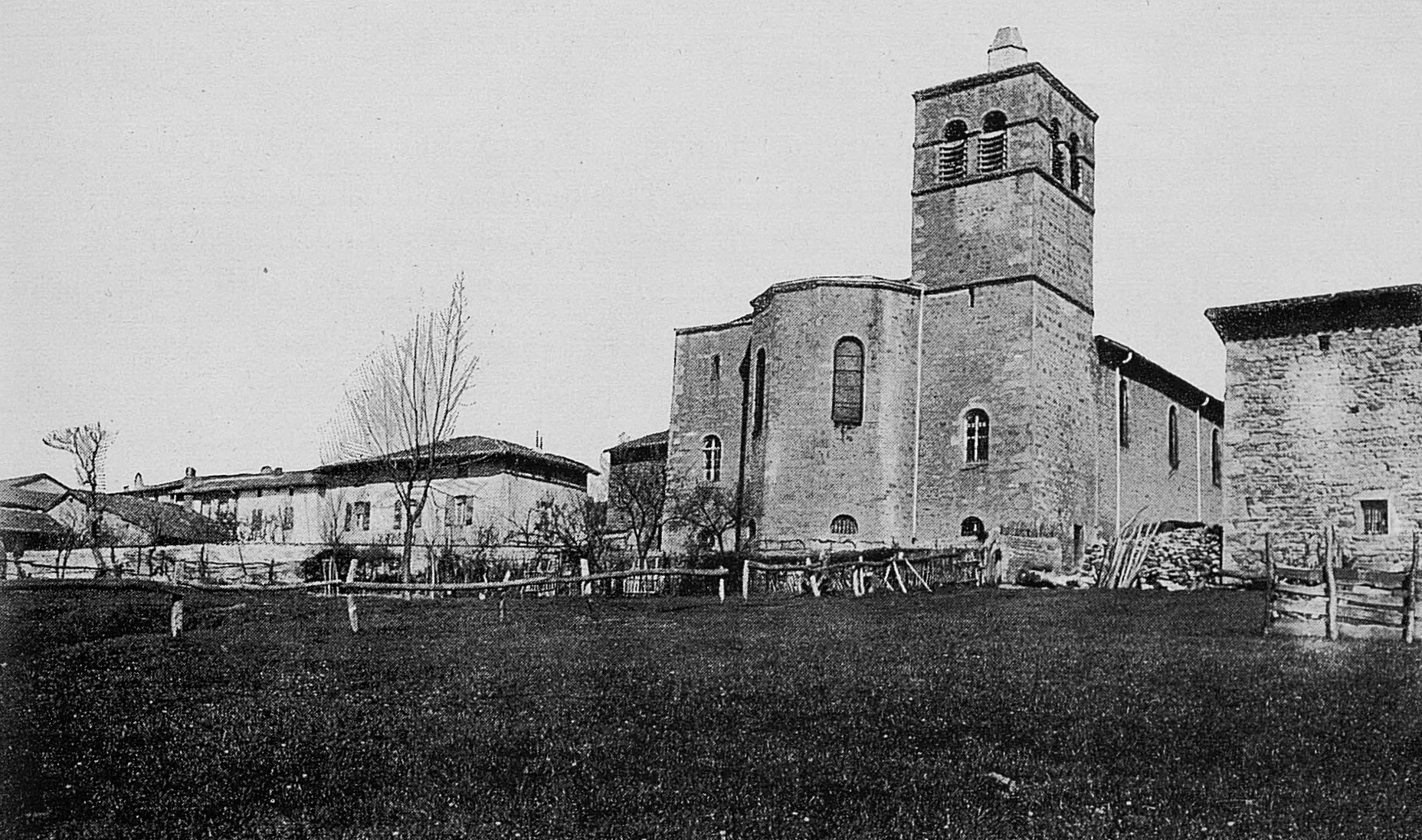
L'église au début du XXe siècle.

Dès l’an 970, l’église Saint-Jean-Baptiste de Duerne est citée dans un ancien titre. Elle dépendait de l’obéance de Mornant.
Le nom du village de Duerne est cité à plusieurs reprises dans le cartulaire de l’abbaye de Savigny…
- Environ en l’an 995, Agna, femme d’Arbert, donne à ce monastère et à son abbé Hugues, un mas situé à Duerne, avec ses champs et ses dépendances.
- En 1087, les seigneurs de Duerne étaient les Ruffi.
- Vers la fin du XIe siècle, sont cédés à l’église de Savigny et à Dalmace son abbé, par Hermengarde et son fils Hugues, tout ce qu’ils possèdent à Duerne, notamment  la moitié de l’église Saint-Jean-Baptiste avec leurs dîmes.
- En 1121, un acte fait état de la prétention de Pons, abbé de Savigny et de Hugues, frère de Guichard de Beaujeu sur l’église de Duerne. L’abbaye de Savigny eu gain de cause.

En mars 1256, Ponce Ferratier, citoyen de Lyon, cède tous ses droits et usages sur  la paroisse de Duerne  au trésorier de l’église de Lyon, Étienne de Lymans.
Par une charte datant de 1268, le damoiseau Geoffroy Arnaud, reconnait détenir en fief de l'église de Saint-Just, les terres qu’il possédait en franc-alleu, notamment à Duerne.
Le 30 août 1328, les obéanciers de Rochefort, Guillaume de Sure et Guillaume de Vassalieu d’une part et le chevalier Hugues Arrici d’autre part, conclurent un traité déterminant leur juridiction et la garde des veilles de la ville,.

### Du Moyen Âge à la Révolution
Sous l'Ancien Régime, l’archevêque de Lyon nomme à la cure. Trois justices sont présentes, celle de la baronnie de Rochefort dont les comtes de Lyon étaient seigneurs, celle de la baronnie d’Yzeron et enfin celle de Saconay.
En 1770, le projet d’une grande route rejoignant Lyon à Bordeaux est établi par l’intendant de la généralité du Lyonnais. Dans ce contexte en 1776, un relais de chevaux est construit à Duerne par le maître de poste François Presle. Il peut accueillir convois et diligences ainsi que les voyageurs désireux de s’y restaurer et dormir.

### Époque contemporaine
Le col de Duerne et le Crêt des Courtines sont durant la Seconde Guerre mondiale des lieux de la Résistance dans cette région.
Dans la nuit du 14 au 15 août 1944 vers 1 heure 30, un avion B24, venu de Londres, rate son parachutage. À une altitude trop basse, il ne peut éviter le sommet des arbres, puis le flanc de la colline. Sept aviateurs périssent dans l’accident, seul John W.Gillikin survit et reviendra 45 ans après se recueillir sur les lieux du drame.
Une stèle a été érigée sur le lieu du crash appelé « Saphir », nom de code du terrain.
Dans ce village, deux inventions révolutionnaires sont apparues pour la première fois : celle de la clôture électrique ainsi que celle d'un engrais.[réf. nécessaire]

## Politique et administration

### Administration municipale
| Période                                  | Période  | Identité           | Étiquette | Qualité       |
| ---------------------------------------- | -------- | ------------------ | --------- | ------------- |
| maire en 1981                            | 2001     | André Bénière      |           |               |
| 2001                                     | 2008     | Jacques Ogier      |           |               |
| mars 2008                                | en cours | Jean-Claude Picard | EÉLV      | Fonctionnaire |
| Les données manquantes sont à compléter. |          |                    |           |               |

### Intercommunalité
La commune fait partie de la communauté de communes des monts du Lyonnais.

## Population et société

### Démographie
L'évolution du nombre d'habitants est connue à travers les recensements de la population effectués dans la commune depuis 1793. Pour les communes de moins de 10 000 habitants, une enquête de recensement portant sur toute la population est réalisée tous les cinq ans, les populations de référence des années intermédiaires étant quant à elles estimées par interpolation ou extrapolation. Pour la commune, le premier recensement exhaustif entrant dans le cadre du nouveau dispositif a été réalisé en 2006.

En 2022, la commune comptait 842 habitants, en évolution de +2,31 % par rapport à 2016 (Rhône : +3,93 %, France hors Mayotte : +2,11 %).
| 1793 | 1800 | 1806 | 1821 | 1831 | 1836 | 1841 | 1846 | 1851 |
| ---- | ---- | ---- | ---- | ---- | ---- | ---- | ---- | ---- |
| 400  | 519  | 583  | 455  | 719  | 719  | 682  | 726  | 750  |

| 1856 | 1861 | 1866 | 1872 | 1876 | 1881 | 1886 | 1891 | 1896 |
| ---- | ---- | ---- | ---- | ---- | ---- | ---- | ---- | ---- |
| 770  | 727  | 720  | 669  | 670  | 642  | 702  | 686  | 665  |

| 1901 | 1906 | 1911 | 1921 | 1926 | 1931 | 1936 | 1946 | 1954 |
| ---- | ---- | ---- | ---- | ---- | ---- | ---- | ---- | ---- |
| 627  | 673  | 665  | 613  | 598  | 616  | 587  | 626  | 572  |

| 1962 | 1968 | 1975 | 1982 | 1990 | 1999 | 2006 | 2011 | 2016 |
| ---- | ---- | ---- | ---- | ---- | ---- | ---- | ---- | ---- |
| 543  | 554  | 526  | 570  | 604  | 660  | 728  | 774  | 823  |

| 2021 | 2022 | - | - | - | - | - | - | - |
| ---- | ---- | - | - | - | - | - | - | - |
| 840  | 842  | - | - | - | - | - | - | - |

### Cultes
Le territoire de la commune dépend de la paroisse catholique Sainte Thérèse de l’Enfant Jésus des Hauts Du Lyonnais  qui couvre quatorze communes et dispose à Duerne de l'église Saint-Jean-Apôtre batie en 1830.

## Économie

### Revenus de la population et fiscalité
Le nombre de ménages fiscaux en 2013 était de 298 et la  médiane du revenu disponible par unité de consommation  de 20 438 €.

### Emploi
En 2013, le nombre total d’emploi au lieu de travail était de 209.
Entre 2008 et 2013, la variation de l'emploi total  (taux annuel moyen ) a été de + 0,1%. En 2013, le taux d’activité de la population âgée de 15 à 64 ans s'élevait à 83,2 % contre un taux de chômage de 3,3 %.

### Entreprises et commerces
En 2015, le nombre d’établissements actifs était de soixante-treize dont dix-huit  dans l’agriculture-sylviculture-pêche, sept  dans l'industrie, huit dans la construction, trente-six dans le commerce-transports-services divers et quatre étaient relatifs au secteur administratif.
Cette même année, quatre entreprises ont été créées  dont deux par des Auto-entrepreneurs.

## Culture locale et patrimoine

### Lieux et monuments

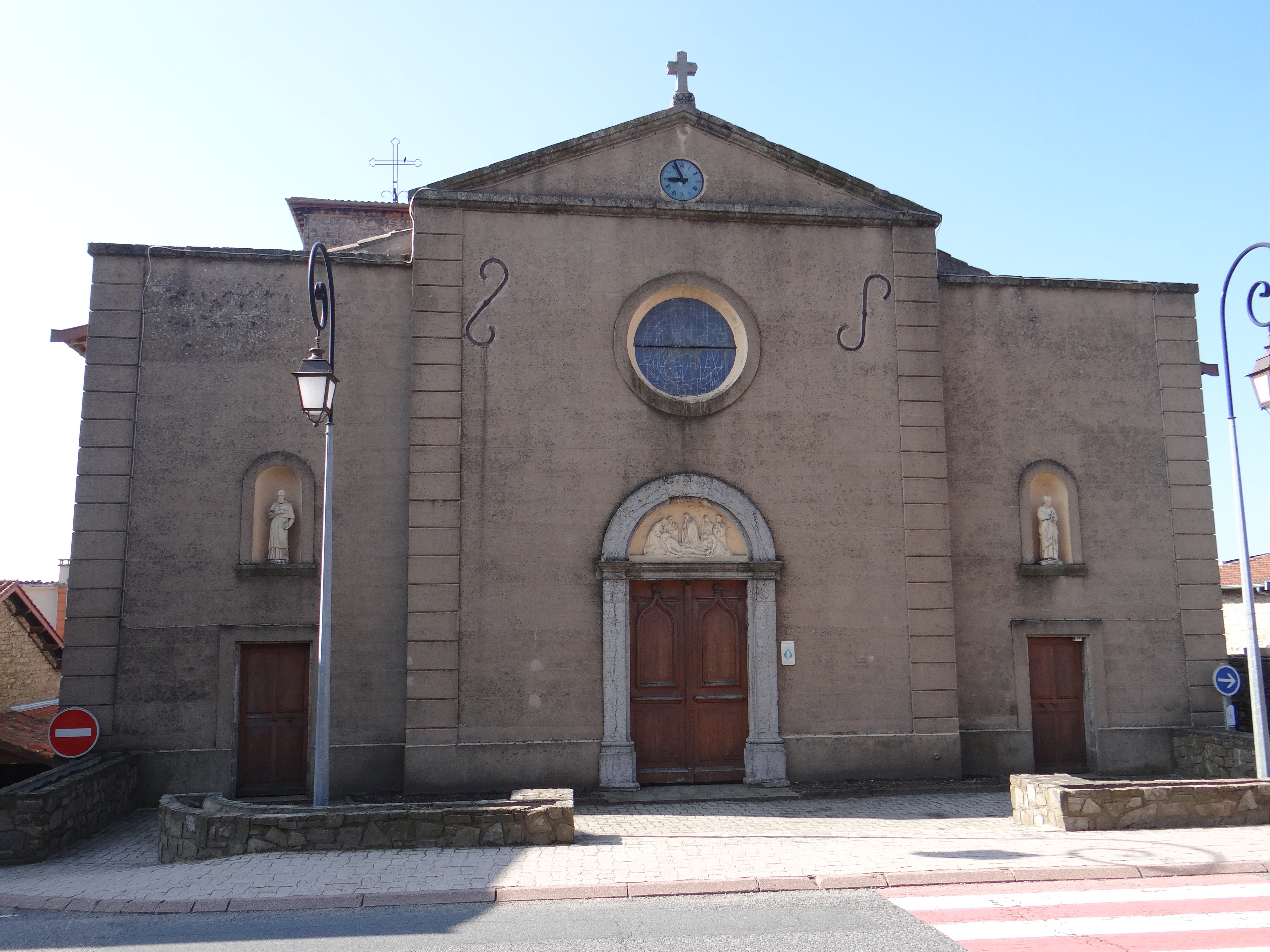
Église Saint-Jean-Apôtre.

- L’aqueduc de la Brévenne : connu dans la région sous le nom de « trous des Sarrasins », les vestiges de l'aqueduc enfoui, sont encore visibles.
- La Roche Samson : cette pierre branlante au lieu-dit « Le Moulin du pêcher » n'a  pas été lancé du mont Pilat par Samson comme l'affirme la légende ! On raconte aussi que cet énorme rocher barrait le chemin et que seul Samson pût le déplacer. À la surface du rocher, on voit ce qui pourrait être l'empreinte de ses doigts.
- Le Crêt des Fayes ou des Fées : ce site aurait été occupé par les Gaulois qui offraient des sacrifices à la Lune, une de leurs déesses, et renfermerait les vestiges d'un temple druidique, ainsi qu'un veau d'or.
- Le Crêt des Courtines : possède un site mégalithique. On y trouve les sources qui alimentèrent Duerne en eau potable avant la connexion de la commune au réseau.
- Le monument aux Américains, route de la chapelle : une stèle commémore l'accident du 15 août 1944.
- Le bachat : situé à l'intersection des routes d' Aveize et Sainte-Foy-l'Argentière, le « bachat » est un réservoir, construit en 1911 recevant l'eau provenant de cinq captages répartis sur la colline des Courtines.
- La Madone (Notre-Dame-des-Champs) : pour protéger les cultures de la grêle, une statue blanche de la Vierge et de l'enfant-Jésus a été construite en 1937 (don de la Paroisse et de la JAC). Elle est située au Crêt des Étoiles.
- L'ancienne poste aux chevaux située près de l'église.
- Le puits Saint-Jean : construit à l’époque napoléonienne sur la route de Sainte-Foy-l’Argentière.
- La Croix de la Forêt : érigée à la période de la peste entre 1744 et 1747. Elle possède un bénitier qui était à l'usage des pestiférés interdits d'église[20].

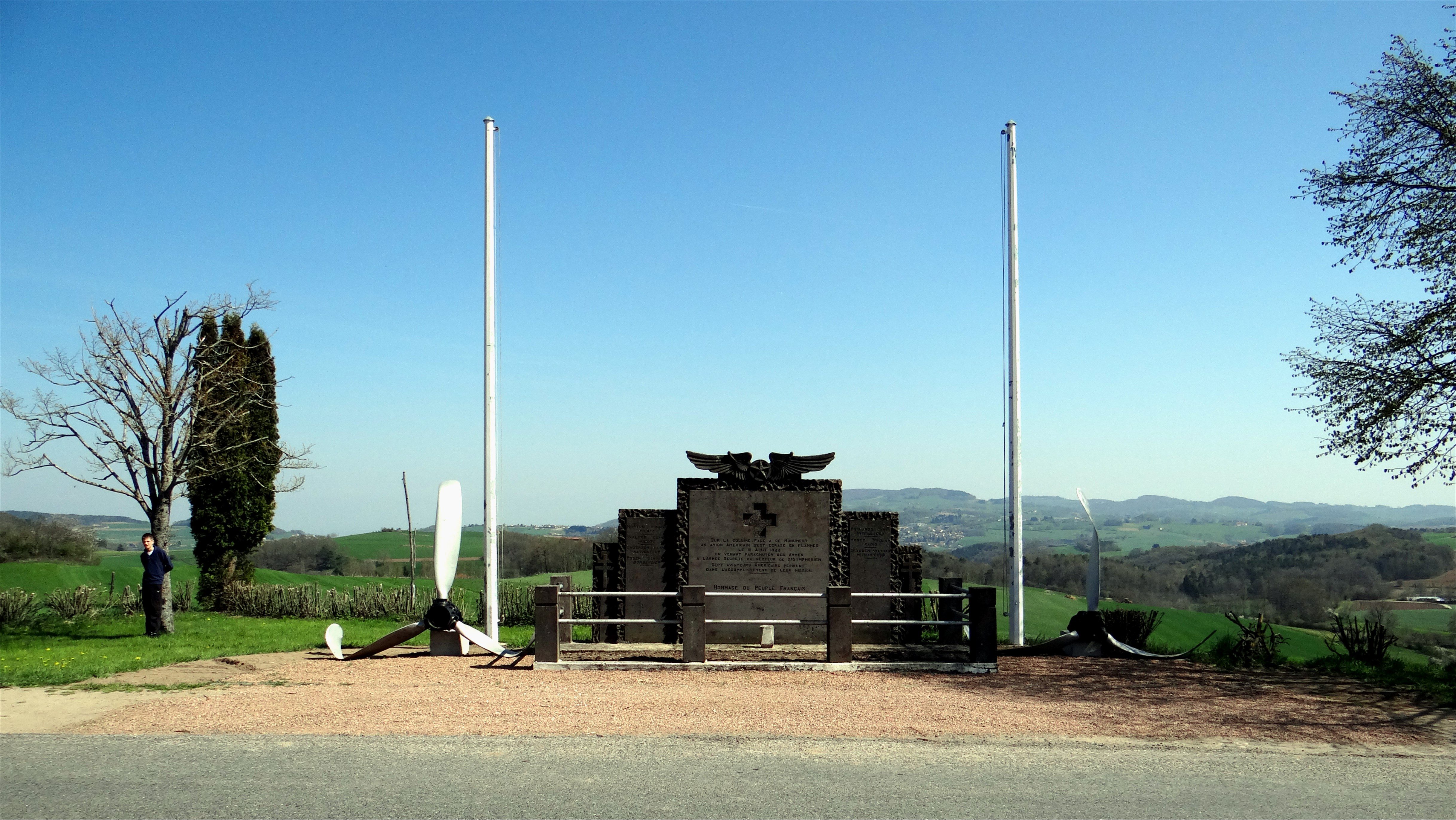
Monument aux Américains.
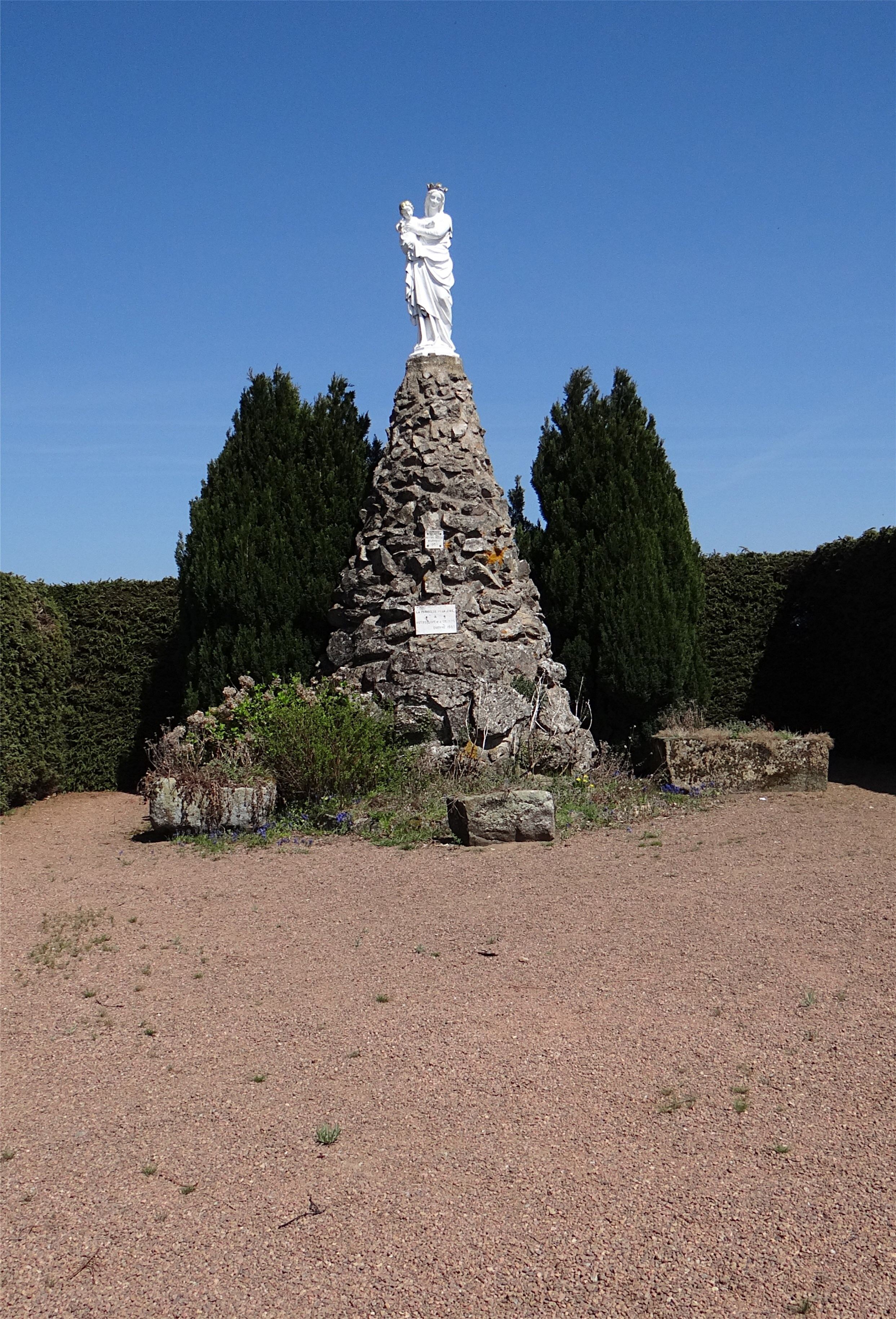
Notre-Dame-des-Champs.

### Espaces verts et fleurissement
En 2014, la commune obtient le niveau « une fleur » au concours des villes et villages fleuris.

### Personnalités liées à la commune
- Antoine du Verdier (1544-1600), humaniste et bibliographe, mort à Duerne le 25 septembre 1600.
- Antoine Crozier, prêtre, ami de Charles de Foucauld. Antoine Crozier fut stigmatisé (10 janvier 1901)[réf. nécessaire].
- Philippe Thomas (1843-1910), vétérinaire militaire, découvreur des phosphates tunisiens, né à Duerne.